# صموئيل فوكس
صموئيل فوكس (بالبرتغالية: Samuel Fuchs) (4 مارس 1984 في البرازيل - ) هو لاعب كرة طائرة شاطئية ولاعب كرة طائرة برازيلي في مركز ضارب خارجي ‏. شارك في الألعاب الأولمبية الصيفية 2008.

## وصلات خارجية
- صموئيل فوكس على موقع عالم الكرة الطائرة (الإنجليزية)
- صموئيل فوكس على موقع أوليمبيديا (الإنجليزية)
- صموئيل فوكس على موقع اللجنة الأولمبية البرازيلية (البرتغالية)